# روبرت جون بارسونز
روبرت جون بارسونز هو سياسي كندي، ولد في 1802، وتوفي في 20 يونيو 1883.